# Det amerikanska folkets historia
Det amerikanska folkets historia (engelska: A People's History of the United States) är en bok av Howard Zinn om USA:s historia från Christofer Columbus och framåt, med "vanligt folk" i fokus. Boken har sedan den gavs ut första gången år 1980 reviderats flera gånger, senast 2005.
Boken finns översatt till svenska av Gunnar Sandin och Kerstin Wallin, utgiven 1999 av Manifest Kulturproduktion och senare av Manifest i samarbete med Ordfront, senast 2004.